# Juan González Soto
Juan Bautista González Soto (Osa; 27 de diciembre de 1941-Alajuela; 30 de marzo de 2005) fue un futbolista costarricense que jugó de delantero.

## Trayectoria
Era apodado "tribilín" y en 1959 fue parte del primer equipo de Alajuelense. En sus primeras temporadas, ganó la Primera División y volvió hacerlo en 1966.
El año siguiente, consiguió el Campeón de Campeones y el siguiente, se marchó a los Estados Unidos, donde estuvo en 1971, ya que volvió con Alajuelense para retirarse en 1972.

## Selección nacional
En 1963, fue convocado con Costa Rica al primer Campeonato de Naciones de la Concacaf, donde logró cuatro goles y se coronó campeón. Fue llamado al siguiente torneo pero esta vez, quedó en tercer lugar. 
En total, actuó 14 veces con su selección y anotó dos tantos más, uno de ellos en la primera ronda de la clasificación para la Copa Mundial de Inglaterra 1966.

### Participaciones en Campeonatos Concacaf
| Copa                                          | Sede        | Resultado     | Part. | Goles |
| --------------------------------------------- | ----------- | ------------- | ----- | ----- |
| Campeonato de Naciones de la Concacaf de 1963 | El Salvador | Campeón       | 6     | 4     |
| Campeonato de Naciones de la Concacaf de 1965 | Guatemala   | Tercer puesto | 1     | 0     |

## Palmarés

### Títulos nacionales
| Título               | Equipo      | País       | Año  |
| -------------------- | ----------- | ---------- | ---- |
| Primera División     | Alajuelense | Costa Rica | 1959 |
| Primera División     | Alajuelense | Costa Rica | 1960 |
| Primera División     | Alajuelense | Costa Rica | 1966 |
| Campeón de Campeones | Alajuelense | Costa Rica | 1967 |

### Títulos internacionales
| Título                                | Equipo     | Sede        | Año  |
| ------------------------------------- | ---------- | ----------- | ---- |
| Campeonato de Naciones de la Concacaf | Costa Rica | El Salvador | 1963 |